# Technische Arbeit
Die Technische Arbeit {\displaystyle W_{\mathrm {t} }} ist ein Begriff aus der Thermodynamik. Es handelt sich dabei um die Wellenarbeit im offenen System, die über die Welle einer Wärmekraftmaschine oder einer Arbeitsmaschine übertragen wird.
Die Definition ist in der einschlägigen Literatur unterschiedlich. Häufig wird als technische Arbeit lediglich der reversible Anteil {\displaystyle \int Vdp+\Delta E_{\mathrm {a} }} definiert (s. u.) und die Arbeit, die auch die dissipierte Energie {\displaystyle W_{\mathrm {diss} }} enthält, als „innere Arbeit“ bezeichnet.

## Zusammenhang mit der Volumenänderungsarbeit

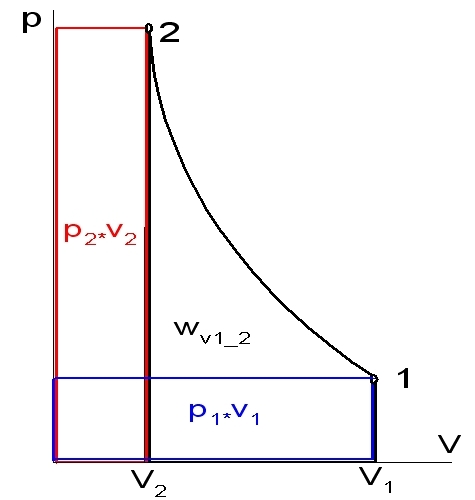
Zusammenhang zwischen Volumenänderungsarbeit und Technischer Arbeit im p-V-Diagramm

Während es sich bei der Volumenänderungsarbeit um eine einmalig am geschlossenen System verrichtete Arbeit handelt, wird die technische Arbeit kontinuierlich bzw. periodisch übertragen. Dabei kommen zur Volumenänderungsarbeit noch die Verschiebearbeiten am Ein- und Austritt des Systems hinzu:
{\displaystyle \mathrm {\delta } W_{\mathrm {t} }=Vdp+\delta W_{\mathrm {diss} }+\delta E_{\mathrm {a} }} (infinitesimale Betrachtung)
bzw.
{\displaystyle {\begin{aligned}W_{\mathrm {t} }&=\int _{1}^{2}V\ dp+W_{\mathrm {diss} }+\Delta E_{\mathrm {a} }\\&=W_{\mathrm {vol} }+W_{\mathrm {diss} }+W_{\mathrm {versch} }\\&=\underbrace {-\underbrace {\int _{1}^{2}p\ dV} _{<0}} _{>0}+W_{\mathrm {diss} }+p_{2}V_{2}-p_{1}V_{1}\end{aligned}}}
Hierbei ist {\displaystyle \Delta E_{\mathrm {a} }} die Änderung der äußeren Energien, d. h. die Änderung der Summe aus kinetischer und potentieller Energie, vgl. Energiebilanz für ein beliebiges offenes System.
Auf die Zeit bezogen erhält man die Beziehung für die Leistung:
{\displaystyle P=\int _{1}^{2}{\dot {V}}dp+{\dot {W}}_{\mathrm {diss} }+\Delta {\dot {E}}_{\mathrm {a} }}
bzw. mit dem Massefluss und den spezifischen Größen:
{\displaystyle P={\dot {m}}\cdot \left(\int _{1}^{2}\ vdp+\ w_{\mathrm {diss} }+\Delta \ e_{\mathrm {a} }\right)}

## Veranschaulichung am Beispiel eines Kolbenkompressors

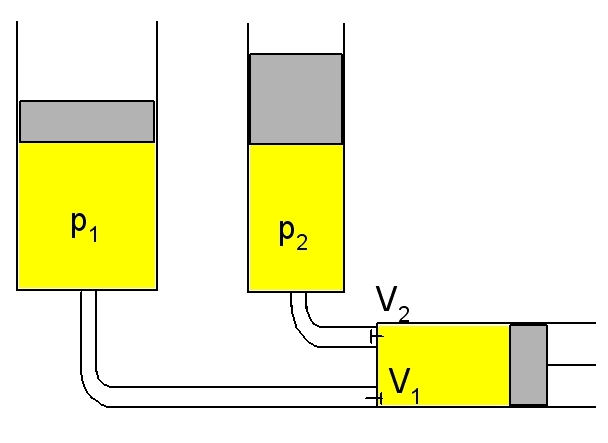
Veranschaulichung am Beispiel eines Kolbenkompressors

Die Zusammensetzung der technischen Arbeit aus Volumenänderungsarbeit und Verschiebearbeiten lässt sich gut anhand eines Kolbenkompressors verdeutlichen, dessen Kolben über einen Kurbeltrieb bewegt wird (in der Skizze nur durch eine Stange angedeutet):
- Die Einschiebearbeit {\displaystyle p_{1}V_{1}} wird vom Druckspeicher 1 mit dem Druck {\displaystyle p_{1}} an den Kolben des Kompressors abgegeben. Danach ist das Kammervolumen im unteren Totpunkt (in der Skizze rechts) gleich {\displaystyle V_{1}}.
- Volumenänderungsarbeit: durch die Bewegung des Kolbens vom unteren Totpunkt nach links wird bei geschlossenen Ventilen der Druck des Gases erhöht und sein Volumen reduziert (Punkt 1 nach Punkt 2 des obigen Diagramms). Die Ventile kann man sich als Klappen vorstellen, die durch Überdruck auf der Tellerseite selbsttätig schließen und umgekehrt. Bei der Bewegung nach links schließt also die untere Klappe; die obere öffnet erst dann, wenn durch das Komprimieren (Volumenarbeit im geschlossenen System) der Druck {\displaystyle p_{2}} erreicht ist.
- Nach Verrichten der Volumenänderungsarbeit muss der Kompressor die Ausschiebearbeit {\displaystyle p_{2}V_{2}} aufbringen, um das Gas bei konstantem Druck {\displaystyle p_{2}} in den Zylinder 2 hineinzudrücken.[1] Bei der Bewegung zum oberen Totpunkt (in der Skizze nach links) schiebt der Kolben das Gas im Idealfall restlos aus, d. h. das Kammervolumen ist dann null.

Die Summe der verrichteten Arbeiten ist die Technische Arbeit, die von der Kurbelwelle aufgebracht werden muss. Der Vorgang wiederholt sich bei der nächsten Kurbelumdrehung.
Siehe auch: Ladungswechsel beim Otto-Motor